# Nicole Lattès
Pour les articles homonymes, voir Lattès.
Nicole Lattès, née Cousin le 20 février 1938 à Mesnil-Mauger et morte le 31 janvier 2023 à Paris, est une éditrice française, qui a dirigé plusieurs maisons d'éditions et fondé NiL Éditions en 1993.

## Biographie
Elle est née en février 1938 en Normandie, au Mesnil-Mauger, et grandit en Bretagne.
Nicole Lattès crée une entreprise de vente de livres par correspondance, Livre chez vous. Elle dirige ensuite les Éditions Maritimes et d'Outre-mer, puis les Éditions Jean-Claude Lattès de 1981 à 1991. S'étant séparé de son second mari, Jean-Claude Lattès,, elle repart de zéro et fonde NiL Éditions en 1993. Elle est directrice générale des Éditions Robert Laffont de 1999 à 2013, en tandem avec Leonello Brandolini,. 
Elle meurt le 31 janvier 2023 à 84 ans, à Paris. Ses obsèques ont lieu au crématorium du Père-Lachaise, le 8 février suivant.

## Décoration
- Commandeur de l'ordre des Arts et des Lettres (2020)[5]